# Apolo da Caratateua
Apolo da Caratateua (Recife, 14 de outubro de 1945) é um gráfico, cordelista, carnavalesco e cenógrafo brasileiro.

## Biografia
Nascido em Recife, Mestre Apolo da Caratateua é gráfico de profissão tendo especializado-se em serigrafia. Na infância, teve contato com o poeta pernambucano Ascenso Ferreira. Mudou-se para Belém em 1989, fixando residência na ilha de Caratateua (distrito do Outeiro), onde em 1995 fundou a Associação Parafuseta da Caratateua, a qual conquistou diversos títulos no carnaval local. A partir de 2004, começou a escrever poesia, após participar de uma oficina de cordel promovida pelo Instituto de Artes do Pará.

## Obras publicadas[3]

### Cordel
- "A Cabanagem"
- "Círio N. Sª de Nazaré" (2004)
- "Padre Gabriel Malagrida" (2008)
- "Ilha de Caratateua"
- "Irmã Dorothy"
- "Transi-tando"
- "Neoliberalismo presente"

### Livro
- "Gapuiando Sonhos na Ilha de Caratateua" (2015, Imprensa Oficial do Estado do Pará)[4]